# لاگونا کریک، الک گروو، کالیفرنیا
لاگونا کریک (به انگلیسی: Laguna Creek) یک منطقهٔ مسکونی در ایالات متحده آمریکا است که در شهرستان ساکرامنتو، کالیفرنیا قرار دارد. لاگونا کریک ۱۷٫۵ کیلومتر مربع مساحت و ۳۴٬۳۰۹ نفر جمعیت دارد و ۹ متر بالاتر از سطح دریا قرار دارد.